# مشروع تور المحدودة
مشروع Tor، Inc. هو مُنظمة غير ربحية تُعنى بالبحث والتعليم، مسجّلة تحت البند 501(c)(3) ن ومقرها في وينشستر، ماساتشوستس .  تأسست على يد علماء الكمبيوتر روجر دينجلدين ، ونيك ماثيوسون ، وخمسة آخرين. يعد مشروع Tor مسؤولاً بشكل أساسي عن صيانة البرامج لشبكة Tor المجهولة. 

## تاريخ
تأسست منظمة مشروع تور Tor، Inc. في 22 ديسمبر 2006  على يد علماء الحاسوب روجر دينجلدين ونيك ماثيوسون وخمسة آخرين. لعبت مؤسسة الحدود الإلكترونية (EFF) دور الراعٍِ مالي للمشروع في سنواته الأولى. ومن بين أوائل الداعمين الماليين لمشروع تور :مكتب البث الدولي الأمريكي، وشبكة إنترنيوز ، ومنظمة هيومن رايتس ووتش ، وجامعة كامبريدج ، وجوجل ، ومؤسسة NLnet التي يقع مقرها في هولندا.      
في أكتوبر 2014، تعاقد مشروع تور شركة العلاقات العامة تومسون كوميونيكيشنز بهدف تحسين صورته  أمام الجمهور، لا سيما فيما يتعلق بالمصطلحين "الشبكة المظلمة" و"الخدمات المخفية"، بالإضافة إلى تثقيف الصحفيين حول الجوانب التقنية لمشروع تور. 
في مايو 2015، أنهى فيها مشروع Tor خدمة Tor Cloud.  
في ديسمبر 2015، أعلن مشروع تور عن تعيين شاري ستيل ، المديرة التنفيذية السابقة لمؤسسة الحدود الإلكترونية، كمديرة تنفيذية جديدة للمشروع. وكان روجر دينجليدين، قد شغل منصب المدير التنفيذي المؤقت منذ مايو 2015، وقد استمر في عمله داخل المشروع كعضو في مجلس إدارة ومدير.   
وفي وقت لاحق من ذلك الشهر، أعلن مشروع Tor أن صندوق التكنولوجيا المفتوحة سوف يرعى برنامج مكافأة الأخطاء الذي تم تنسيقه بواسطة HackerOne .   كان البرنامج في البداية مخصصًا للمدعوين فقط ويركز على العثور على نقاط الضعف الخاصة بتطبيقات مشروع Tor. 
في 25 مايو 2016، استقال جاكوب أبلباوم أحد موظفي مشروع تور، من منصبه.    وقد أُعلن عن ذلك في بيان مقتضب مكوَّن من سطرين أصدره مشروع تور في 2 يونيو.  وخلال الأيام التالية، ظَهرت للعلن عدة اتهامات من قبل عدد من الأشخاص تتعلق بسوء المعاملة الجنسية على الملأ من قبل العديد من الأشخاص. 
في 13 يوليو 2016، تم استبدال مجلس إدارة مشروع تور بالكامل، والذي كان يتكوَّن من :  ميريديث هوبان دون، إيان جولدبرج ، جوليوس ميتينزوي، الحاخام روب توماس، ويندي سيلتزر ، روجر دينجليدين ونيك ماثيوسون - بـ مات بليز ، سيندي كوهن ، غابرييلا كولمان ، لينوس نوردبرج، ميجان برايس وبروس شناير .   
وقد أقرّ المجلس الجديد سياسة جديدة لمناهضة التحرش، بالإضافة إلى سياسة لتضارب المصالح، وإجراءات لتقديم الشكاوى، وآلية داخلية لمراجعتها.  
لا تزال هذه الحادثة مثار جدل داخل مجتمع تور، مع وجود قدر كبير من المعارضة داخل مجتمع تور. 
في عام 2020، وبسبب جائحة كوفيد-19 ، اضطر الفريق الأساسي لمشروع Tor إلى الاستغناء عن 13 موظفًا، مما أدى إلى بقاء فريق عمل مكوّن من 22 شخصًا فقط. 
في عام 2023، تواصل مشروع Tails مع مشروع Tor لدمج عملياتهما. وقد اكتمل الاندماج في 26 سبتمبر 2024، حيث جاء في البيان:
"من خلال توحيد الجهود، سيتمكن فريق Tails الآن من التركيز على مهمته الأساسية المتمثلة في صيانة على نظام التشغيل Tails وتحسينه، واستكشاف المزيد من حالات الاستخدام التكميلية مع الاستفادة من الهيكل التنظيمي الأكبر لمشروع Tor."  

## التمويل
اعتبارًا من عام 2012، كان 80% من ميزانية مشروع تور السنوية التي تبلغ 2 ميلون دولار تأتي من الحكومة الأمريكية، حيث كانت وزارة الخارجية الأمريكية، ومجلس حكام البث الدولي، والمؤسسة الوطنية للعلوم من المساهمين الرئيسيين وذلك لدعم مناصري الديمقراطية في الدول الاستبدادية.
قدمت الحكومة السويدية ومنظمات أخرى الـ 20% المتبقية من التمويل، بما في ذلك المنظمات غير الحكومية وآلاف الرعاة الأفراد.
قال روجر دينغليدين إن تمويل وزارة الدفاع الأمريكية يشبه أكثر منحة بحثية منه عقد شراء. وأوضح المدير التنفيذي لمشروع تور، أندرو لوومان، أنه رغم قبول المشروع أمولًا من الحكومة الفيدرالية الأمريكية، فإن خدمة تور لم تتعاون مع وكالة الأمن القومي لكشف هويات المستخدمين.
في يونيو 2016، حصل مشروع Tor على جائزة من برنامج دعم المصادر المفتوحة (MOSS) الخاص بشركة Mozilla . وكانت الجائزة تهدف إلى "تعزيز بنية تحتية القياسات الخاصة بشبكة Tor بشكل كبير، بحيث يمكن مراقبة أداء واستقرار الشبكة وإجراء التحسينات المناسبة." 

## أدوات
- بوابة القياسات

تحليلات لشبكة Tor، بما في ذلك الرسوم البيانية للنطاق الترددي المتاح وقاعدة المستخدمين المقدرة. يعد هذا مصدرًا رائعًا للباحثين المهتمين بالإحصائيات التفصيلية حول Tor.
- نيكس

تطبيق طرفي (سطر أوامر) لمراقبة وتكوين Tor، مخصص لعشاق سطر الأوامر واتصالات ssh. تعمل هذه الوظيفة بشكل مشابه لما يفعله top لاستخدام النظام، حيث توفر معلومات في الوقت الفعلي حول استخدام موارد Tor وحالتها.
- بصل

بروتوكول قائم على الويب للتعرف على مرحلات وجسور Tor الحالية.
- أونيون شير

أداة مفتوحة المصدر تتيح للمستخدمين مشاركة ملف مهما كان حجمه بشكل آمن ومجهول.
- المرصد المفتوح للتداخل في الشبكات (OONI)

شبكة مراقبة عالمية، تراقب الرقابة على الشبكات، وتهدف إلى جمع بيانات عالية الجودة باستخدام منهجيات مفتوحة، باستخدام برمجيات مفتوحة المصدر ومجانية (FL/OSS) لمشاركة الملاحظات والبيانات حول الأنواع المختلفة والأساليب وكميات التلاعب بالشبكات في العالم.
- أوربوت

Tor لأجهزة Android و iOS ، تم تطويره وصيانته بالتعاون مع Guardian Project .
- أورليب

مكتبة يمكن استخدامها بواسطة أي تطبيق Android لتوجيه حركة مرور الإنترنت عبر Orbot/Tor.
- وسائل النقل القابلة للتوصيل (PT)

يساعد على التحايل على الرقابة. يقوم بتحويل تدفق حركة المرور Tor بين العميل والجسر. بهذه الطريقة، سوف يرى الرقباء الذين يراقبون حركة المرور بين العميل والجسر حركة مرور محولة تبدو بريئة بدلاً من حركة مرور Tor الفعلية.
- بحث التتابع

موقع يقدم نظرة عامة على شبكة Tor.
- ظل

محاكي شبكة الأحداث المنفصلة الذي يقوم بتشغيل برنامج Tor الحقيقي كمكون إضافي. Shadow هو برنامج مفتوح المصدر يتيح إجراء تجارب Tor دقيقة وفعالة وخاضعة للرقابة وقابلة للتكرار.
- ينبع

مكتبة Python لكتابة البرامج النصية والتطبيقات التي تتفاعل مع Tor.
- تيلز (نظام العيش المتخفي لفقدان الذاكرة)

توزيع مباشر عبر CD/USB تم تكوينه مسبقًا بحيث يتم توجيه كل شيء بأمان عبر Tor ولا يترك أي أثر على النظام المحلي.
- تور

برمجيات حرة وشبكة مفتوحة تساعد المستخدم على الدفاع ضد تحليل حركة المرور ، وهو شكل من أشكال مراقبة الشبكة التي تهدد الحرية الشخصية والخصوصية، والأنشطة والعلاقات التجارية السرية، وأمن الدولة. كما قامت المنظمة بتنفيذ برنامج في Rust يسمى Arti. 
- متصفح تور

تخصيص لمتصفح Mozilla Firefox الذي يستخدم دائرة Tor للتصفح بشكل مجهول مع ميزات أخرى متوافقة مع مهمة Tor.
- هاتف تور

هاتف يقوم بتوجيه حركة مرور الشبكة الخاصة به عبر شبكة Tor.  الآن منقرض.
- تور بيردي

امتداد لبرنامج Thunderbird والشوكة ذات الصلة *bird لتوجيه الاتصالات عبر شبكة Tor.
- txtorcon

تنفيذ بروتوكول التحكم Tor القائم على الأحداث باستخدام Python وTwisted. اختبارات الوحدة، وتجريدات الحالة والتكوين، والتوثيق. إنه متاح على PyPI وفي Debian . 

## تعرُّف
في مارس 2011، حصل مشروع Tor على جائزة مشاريع المنفعة الاجتماعية لعام 2010 من مؤسسة البرمجيات الحرة . وجاء في نص التكريم :
"باستخدام البرمجيات الحرة، مكّن تور نحو 36 مليون شخص حول العالم من التمتع بحرية الوصول والتعبير على الإنترنت، مع الحفاظ على سيطرتهم على خصوصيتهم وهويتهم المجهولة. وقد أثبتت شبكته دورًا محوريًا في الحركات المعارضة في كل من إيران ،و مصر  في الآونة الأخيرة." 
في سبتمبر 2012، حصل مشروع Tor على جائزة EFF Pioneer من مؤسسة الحدود الإلكترونية لعام 2012، إلى جانب جيريمي زيمرمان وأندرو هوانج . 
في نوفمبر 2012، صنفت مجلة السياسة الخارجية دينجليدين، وماثيوسون، وسيفرسون ضمن أفضل 100 مفكر عالمي "لجعل الإنترنت مكانًا آمنًا للمبلغين عن المخالفات". 
في عام 2014، حصل روجر دينجليدين ونيك ماثيوسون وبول سيفرسون على جائزة USENIX Test of Time عن ورقتهم البحثية بعنوان تور : الموجه الطبقي من الجيل الثاني"، والتي نُشرت في وقائع المؤتمر الأمني الثالث عشر لـ USENIX في أغسطس 2004. 
في عام 2021، حصل مشروع تور على جائزة Levchin في مجال التشفير التطبيقي . 

## الروابط الخارجية
- الموقع الرسمي

قالب:Tor project